# Kees van Lede

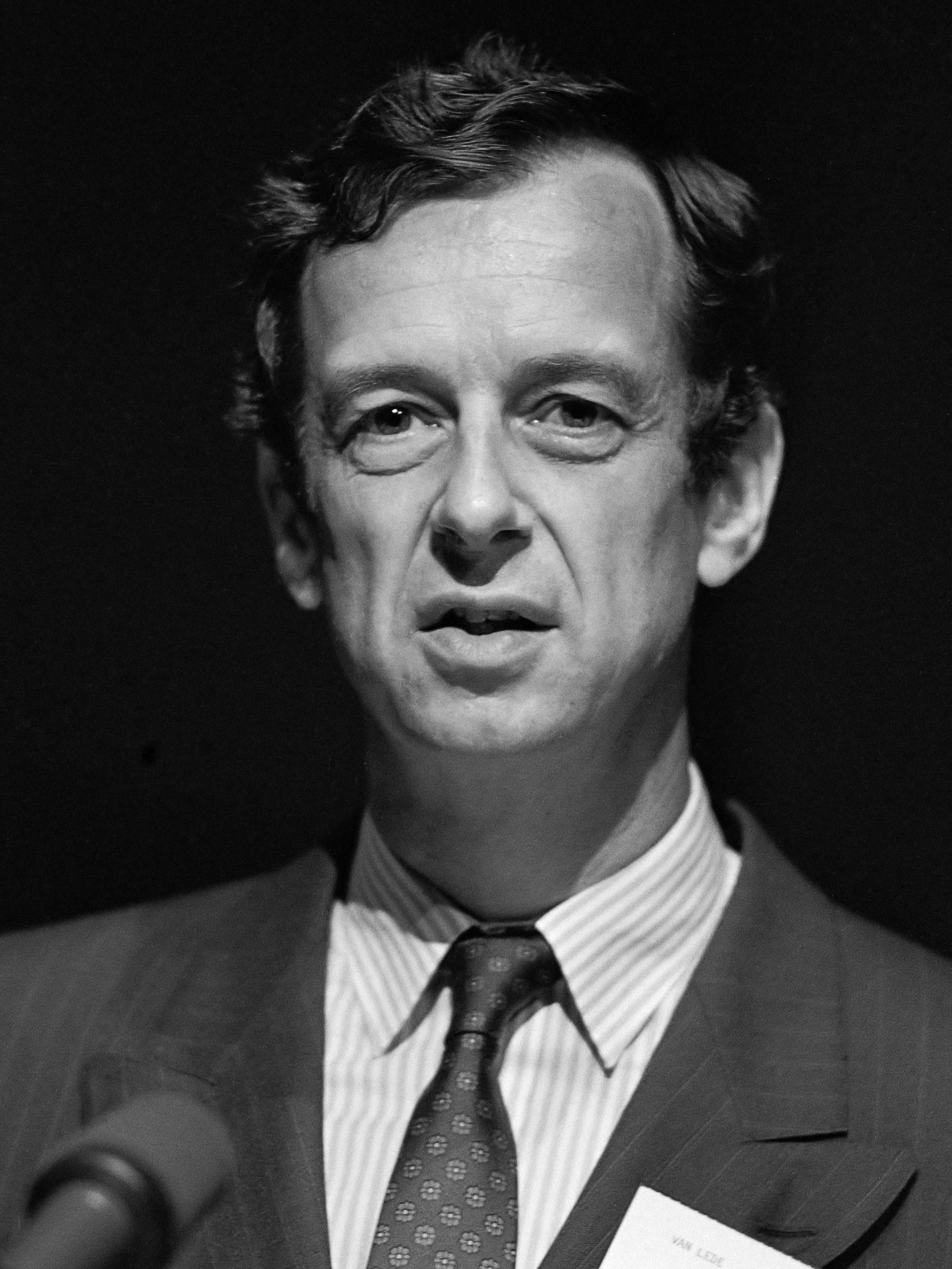
Kees van Lede (1985)

Cornelis Josephus Antonius (Kees) van Lede (Wassenaar, 21 november 1942 – Hilversum, 22 december 2020) was een Nederlands ondernemer en werkgeversvoorzitter. Hij was onder meer bestuursvoorzitter van chemiebedrijf AkzoNobel en voorzitter van de werkgeversorganisatie VNO.

## Opleiding en loopbaan
Van Lede, telg uit het geslacht Van Lede, studeerde rechten aan de Universiteit van Leiden. Hij was lid van het corps LSV Minerva en studeerde af in 1966. Hierna volgde hij een MBA opleiding aan de gerenommeerde business school INSEAD in het Franse Fontainebleau.
Van Lede begon zijn loopbaan na het afronden van zijn studie in 1967 bij Shell. Hij werkte bij de afdeling marketing van de NAM. Na twee jaar hield hij het voor gezien en begon hij als management consultant bij McKinsey. Hij zou daar tot 1976 blijven werken. Hierna werd hij president-directeur bij een bouwconcern, gevolgd door een plek in het bestuur van de Hollandse Beton Groep. Tegelijkertijd werd hij voorzitter van werkgeversorganisatie VNO. Hij zou deze functie blijven uitoefenen tot 1991.
In 1991 trad hij toe tot het bestuur van AkzoNobel. Drie jaar later werd hij er bestuursvoorzitter. Hij volgde hiermee Aarnout Loudon op. Van Lede zou deze functie tot 2003 blijven vervullen. Van Lede werd opgevolgd door Hans Wijers. Hij overleed eind 2020 aan de gevolgen van corona.

## Commissaris
Nadat hij in 2003 gestopt was als bestuursvoorzitter bij AkzoNobel werd hij commissaris bij een groot aantal beursgenoteerde bedrijven waaronder Heineken, Air France KLM en Sara Lee. Door het verzamelen van een groot aantal functies werd hij in 2006 door het blad FEM Business uitgeroepen tot de machtigste man in het Nederlandse bedrijfsleven. Hierdoor werd Van Lede genoemd als een van de sleutelpersonen van het old boys network.

## Onderscheidingen
- Commandeur in de Orde van de Nederlandse Leeuw (2003)
- Commander First Class Royal Order Polar Star, Zweden (2002)
- Ridder in de Orde van de Nederlandse Leeuw (1991)

## Voornaam
De voornaam wordt zowel als Cees of Kees gespeld, maar is officieel Kees. De verwarring is ontstaan in het buitenland door zijn initialen (geen "K" maar "C").